# Ru Zi
Ru Zi (oder Ruzi Ying chinesisch 孺子婴, Pinyin Rúzǐ Yīng bzw. Liu Ying 劉婴,  Liú Yīng; * 5 n. Chr.; † 25 n. Chr.)  war ein chinesischer Kaiser, der letzte Kaiser der westlichen Han-Dynastie.

## Leben
Als Nachfolger von Han Pingdi bestieg Ru Zi 6 n. Chr. den chinesischen Kaiserthron. Er regierte drei Jahre lang als Kindkönig bis 9 n. Chr. und wurde von seinem Nachfolger Wang Mang entmachtet. Mit der Entmachtung von Ru Zi endete die westliche Han-Dynastie und es begann die kurzlebige Xin-Dynastie unter Kaiser Wang-Mang. Ru Zi war mit einer Enkelin von Wang Mang verheiratet.